# Maria Grozdeva
Maria Grozdeva (búlgar: Мария Здравкова Гроздева-Григорова)  (Sofia, 23 de juny de 1972) és una tiradora búlgara, guanyadora de cinc medalles olímpiques en els set Jocs Olímpics en què ha participat.

## Carrera esportiva
Va participar, als 20 anys, en els Jocs Olímpics d'Estiu de 1992 celebrats a Barcelona (Catalunya), on aconseguí guanyar la medalla de bronze en la prova femenina de pistola d'aire (10 metres), finalitzant així mateix divuitena en la prova de pistola ràpida (25 metres). En els Jocs Olímpics d'Estiu de 1996 realitzats a Atlanta (Estats Units) revalidar la seva medalla de bronze i finalitzà vint-i-unena en el prova de pistola ràpida (25 metres). En els Jocs Olímpics d'Estiu del 2000 realitzats a Sydney (Austràlia) fallà en la seva prova de pistola d'aire (10 metres) en finalitzar trenta-vuitena, si bé aconseguí guanyar la medalla d'or en la prova femenina de pistola ràpida (25 metres). En els Jocs Olímpics d'Estiu de 2004 realitzats a Atenes (Grècia) aconseguí guanyar dues medalles olímpiques: revalidar la medalla d'or en la pistola ràpida (25 metres) i la medalla de bronze en la prova de pistola d'aire (10 metres). En els Jocs Olímpics d'Estiu de 2008 realitzats a Pequín (Xina) finalitzà cinquena en la prova de pistola ràpida (25 metres) i onzena en la prova de pistola d'aire (10 metres). També participà, sense sort, en els Jocs Olímpics del 2012 i 2020.
Al llarg de la seva carrera ha guanyat 5 medalles en el Campionat del Món de tir, destacant els ors de 1998 i 2004 en pistola ràpida (25 metres); i 8 medalles en el Campionat d'Europa de tir, destacant cinc medalles d'or.